# Karl Heinrich von Schwab
Karl Heinrich Schwab, ab 1818 von Schwab, (* 20. März 1781 in Stuttgart; † 23. Januar 1847 ebenda) war Chef des Departements der Justiz und Mitglied des Geheimen Rats im Königreich Württemberg.

## Abstammung
Schwab kam als Sohn des württembergischen Philosophen und Geheimen Hofrats Johann Christoph Schwab zur Welt. Die Mutter Friederike geb. Rapp († 1831) entstammte einer angesehenen Stuttgarter Kaufmannsfamilie und war eine Nichte von Johann Heinrich Dannecker. Schwab hatte vier Geschwister, darunter zwei ältere Schwestern sowie einen um ein Jahr älteren Bruder, der im Alter von 17 Jahren verstarb. Der deutlich jüngere Bruder Gustav Schwab (1792–1850) gehört zum Kreis der Schwäbischen Dichterschule.

## Werdegang
Schwab besuchte die Hohe Karlsschule, die Lateinschule in Ludwigsburg sowie das Stuttgarter Gymnasium. Seit Herbst 1798 studierte er an der Universität Tübingen Rechtswissenschaften. 1802 promovierte er mit der Dissertation An et quatenus injuria circa judica evitari nequeat und reiste dann zur Universität nach Göttingen und Berlin. Dort lernte er mehrere literarische Freunde seines Vaters kennen, darunter auch Friedrich Nicolai. Auch von Nicolais Gegner Johann Gottlieb Fichte wurde er freundlich empfangen, obwohl Fichtes Werk auch von Schwabs Vater heftig kritisiert worden war. Danach wurde Schwab auf Empfehlung seines Vaters Hofmeister bei Herrn von Syburg in der Schweiz in der Nähe des Genfer Sees. Im Frühjahr 1805 kehrte er nach Württemberg zurück und wurde zunächst Kanzlei-Advokat, wenig später dann Privatsekretär von Prinz Paul von Württemberg. Im Februar 1807 trat er als Sekretär beim Oberjustizkollegium in den württembergischen Staatsdienst. Im September 1814 wurde er zum Assessor und im November 1816 zum Rat beim Oberjustizkollegium befördert. 1817 kam er als Obertribunalrat und Kanzleidirektor ins Justizministerium und stieg 1819 dort zum Vortragenden Rat auf. Im Oktober 1823 fand er als außerordentliches Mitglied Aufnahme in den Geheimen Rat. 1824 erfolgte seine Ernennung zum Direktor der Königlichen Strafanstaltenkommission und 1829 die Beförderung zum Staatsrat.

## Leiter des Justizministeriums
Als Präsident des höchsten Landgerichts wurde er im Herbst 1831 zum Geheimrat ernannt und als Nachfolger seines Freundes Eugen von Maucler mit der provisorischen Leitung des Justizministeriums betraut. 1838 und 1839 vertrat er vor den württembergischen Landständen die Fassung des Strafgesetzbuches und das Gesetz über die privatrechtlichen Folgen der Verbrechen und Strafen. Am 26. September 1839 ließ sich Schwab von der Verwaltung des Justizdepartments entbinden, blieb aber bis zu seinem Tod ordentliches Mitglied des Geheimen Rats.

## Familie
Schwab heiratete 1805 Marie Antoinette Goullet († 1830), die Tochter des bayerischen Hofrats Johann Ludwig Goullet, der Stabsamtmann des Komturs und späteren Baillis Johann Baptist von Flachslanden in der reichsunmittelbaren Malteser-Kommende Dätzingen war. Aus der Ehe gingen vier Kinder hervor, von denen eine Tochter und zwei Söhne das Erwachsenenalter erreichten. 1832 heiratete Schwab seine zweite Frau Sophie Auguste Fallati († 1835), die Tochter eines Hamburger Kaufmanns. Diese Ehe blieb kinderlos.

## Ehrungen
- 1818 Ritterkreuz des Ordens der Württembergischen Krone, welches mit dem persönlichen Adelstitel (Nobilitierung) verbunden war
- 1830 Kommenturkreuz des Ordens der Württembergischen Krone
- 1837 Großkreuz des Friedrichsordens